# 9099 Kenjitanabe
9099 Kenjitanabe è un asteroide della fascia principale. Scoperto nel 1996, presenta un'orbita caratterizzata da un semiasse maggiore pari a 3,1872142 UA e da un'eccentricità di 0,2257983, inclinata di 2,12387° rispetto all'eclittica.